# Нижній Убукун
Нижній Убукун (рос. Нижний Убукун) — село Селенгинського району, Бурятії Росії. Входить до складу Сільського поселення Нижньоубукунське.
Населення —  207 осіб (2015 рік). 